# Leptochiton
Leptochiton là chi thực vật có hoa trong họ Amaryllidaceae.